# Зіріково (Мелеузівський район)
Зірі́ково (рос. Зириково, башк. Ерек) — присілок у складі Мелеузівського району Башкортостану, Росія. Входить до складу Абітовської сільської ради.
Населення — 180 осіб (2010; 145 в 2002).
Національний склад:
- башкири — 99%